# ソルウェジ
ソルウェジ (Solwezi) は、ザンビアの北西州の州都。
2010年の人口は9万856人。

## 地理
標高1,235mの高原上にある。

## 経済
主要産業は銅鉱石の採掘及び精錬である。
10km北にあるカンサンシ鉱山とルムワナ鉱山の二つの鉱山があり、それぞれカナダのファースト・クォンタム・ミネラルズ社とエキノックス・ミネラルズ社が経営している。
カンサンシ鉱山では銅鉱の中から金も産出される。
この2つの鉱山は、19世紀末から操業を続けている。

## 交通

### 空港
- ソルウェジ空港（英語版）

## 遺跡
市内から約5kmの所に石器時代の遺跡がある。